# برونو يوناس
برونو يوناس (بالألمانية: Bruno Jonas)‏ هو كاتب وممثل ألماني، ولد في 3 ديسمبر 1952 بباساو في ألمانيا. من الجوائز التي نالها جائزة إرنست هوفيريتشر ‏ سنة 1990 وجائزة الشاعرة البافارية ‏ سنة 2010.

## جوائز
- جائزة إرنست هوفيريتشر [الإنجليزية]‏ (1990)
- جائزة الشاعرة البافارية [الإنجليزية]‏ (2010)

## وصلات خارجية
- برونو يوناس على موقع IMDb (الإنجليزية)
- برونو يوناس على موقع مونزينجر (الألمانية)
- برونو يوناس على موقع ألو سيني (الفرنسية)
- برونو يوناس على موقع ميوزك برينز (الإنجليزية)
- برونو يوناس على موقع ديسكوغز (الإنجليزية)
- برونو يوناس على موقع قاعدة بيانات الفيلم (الإنجليزية)
- برونو يوناس على موقع كينوبويسك (الروسية)